# Stazione di servizio (film 1974)
Stazione di servizio (Truck Stop Women) è un film del 1974 di Mark L. Lester, interpretato da Claudia Jennings, Lieux Dressler e Dennis Fimple.

## Trama
Stati Uniti, metà anni settanta. Una madre, insieme alla figlia, gestisce una stazione di servizio per camionisti sulle autostrade del Nuovo Messico. Visti i loschi traffici a cui si affidano senza grossi scrupoli le due donne, ben presto, una coppia di banditi cerca di mettere le mani sulla loro stazione facendo leva sul delicato rapporto che lega le due proprietarie.

## Promozione

### Slogan
Lo slogan utilizzato per la promozione del film all'epoca della sua programmazione nelle sale cinematografiche statunitensi è stato: "No rig was too big for them to handle!".

## Distribuzione
Il film è stato distribuito nelle sale cinematografiche statunitensi a partire dal 15 maggio 1974, mentre nelle sale italiane è stato distribuito a partire dal 14 giugno 1977.

### Edizioni home video
La pellicola è stata distribuita nel 2016 in formato Blu-Ray dalla Code Red in una edizione limitata.

## Accoglienza
La critica italiana ha definito il film un'esercitazione di cattivo gusto e rozzezza tecnica.